# East Elmhurst (Queens)
East Elmhurst est un quartier de la ville de New York, situé au cœur de l'arrondissement de Queens.

## Démographie
Composition ethno-raciale en 2010, :
- Blancs non hispaniques (4,7 %)
- Hispaniques et Latinos (63,5 %)
- Asiatiques (4,4 %)
- Noirs (25,4 %)
- Métis (1,2 %)
- Autres (0,9 %)

Selon l'American Community Survey, pour la période 2011-2015, 59,4 % de la population âgée de plus de 5 ans déclare parler l'espagnol à la maison, 28,9 % l'anglais, 1,4 % l’ourdou, 1,2 % le français, 1,1 % une langue chinoise, 0,9 % le français, 0,8 % le tagalog, 0,7 % l’arabe et 5,6 % une autre langue.